# 加拿大—日本關係
加拿大—日本關係（日语：日加関係）是指日本與加拿大的外交關係，此二國在各式領域都有良好的合作關係。二國間的外交關係正式始於1950年，日本駐渥太華領事館的開幕。在1929年，加拿大駐東京公使館開幕，是加拿大在亞洲的第一間公使館，而在同一年，日本駐渥太華領事館形式上也改成公使館。
在1929年創建的加拿大駐日本代表團是加拿大在亞洲歷史最悠久的代表團，並且是非英聯邦代表團中，次於美國與法國第三古老的代表團。加拿大在東京有大使館，並在名古屋有領事館。日本在渥太華有大使館，並在卡爾加里、蒙特利爾、多倫多與溫哥華各有一總領事館。兩國都是G7、OECD與APEC的正式成員。

## 歷史

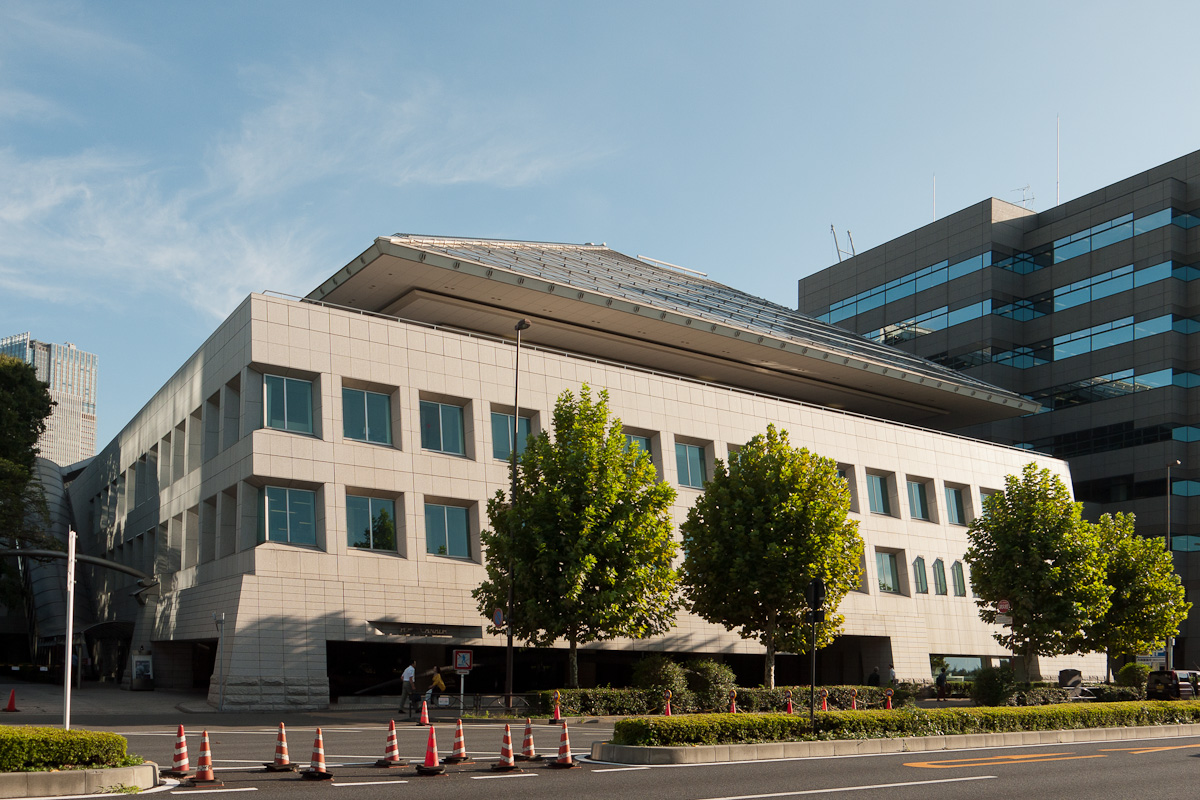
加拿大駐日大使館

### 早期接觸
在互相建立永久性使館之前，加拿大與日本就已有接觸。第一個已知的日本往加拿大的移民是永野萬藏（永野万蔵），在1877年英屬哥倫比亞的新西敏登陸。
明治時期一些在日本的加拿大使團對日本當地基督教的發展與教育系統的現代化發揮了顯著的作用。這些人當中的重要人物包括牧師亞歷山大·克羅夫特·肖，他是慶應義塾大學的福澤諭吉的親信、協助創辦同志社大學的G·G·科克倫（G.G. Cochran）以及協助創辦青山學院大學的戴維森·麥唐納。
在1887年，從橫濱與溫哥華之前的輪船航線正式啟航，加拿大太平洋鐵路的海洋船隻開始在該航線上進行定期航行。在這些加拿大船隻之中，RMS澳大利亞皇后號以及其船長塞繆爾·魯濱遜在1923年關東大地震的救援工作中獲得了全球性的聲譽。
於1904—1905年，加拿大皇家野戰砲兵的赫伯特·西里爾·薩克爾在日俄戰爭的現場上擔任舊日本陸軍的隨行駐外武官。他後來也因在日俄戰爭上的服役而被日本政府授予瑞寶章，並依據戰場上的軍功，也獲得了明治三十七以及三十八年的從軍勳章。
日本也是大英帝國在第一次世界大戰間的盟友。

### 外交公館開設後
加拿大公使館於1929年在東京開設，是加拿大除大英國協之外的第三個公館，次於華盛頓特區與巴黎。此一事實凸顯了日本作為樞紐對加拿大拓展亞洲的外交活動有特殊的重要性。然而，開設此公館的理由也與20世紀前半加拿大的英屬哥倫比亞省的反亞情緒有關。加拿大總理威廉·萊昂·麥肯齊·金急於限制日本往加拿大的移民，並說「我們對付日本問題唯一有效的方法便是在日本當地有我們的公使負責簽發簽證」。作為當時的情景值得一提的是，日本駐溫哥華的領事館在1889年開設，40年之後的1929年日本才在渥太華開設大使館。
日本在加拿大第一個公使是親王德川家正，從1929年到1934年。加拿大在日本第一個公使是赫伯特·迪斯·馬勒，從1929年到1936年。

### 第二次世界大戰
兩國的外交關係在1941年太平洋戰爭開始之後便中斷。在戰爭期間，加拿大在通過戰時措施法後開始為了「國家安全」的目的而囚禁日裔加拿大人。日裔加拿大人被剝奪了眾多權利，包括工作與私有財產的權利。
兩國間的直接戰役發生在太平洋戰爭中，日本和加拿大軍隊在珍珠港事件的8小時後在香港保衛戰中正式交戰。該戰役最終導致香港被日本佔領。

### 戰後
廣島與長崎原子彈爆炸之後，1946年加拿大代表在日本向盟軍無條件投降後返回東京。1951年日本也在渥太華開設外交事務處，準備未來恢復外交關係。日加關係的正式全面恢復是在舊金山和約簽訂後的1952年。
加拿大駐日公使館升級為大使館，羅伯特·梅休也出任第二次世界大戰後第一任加拿大駐日大使。日本也在渥太華開設大使館，井口貞夫成為第一任日本駐加拿大大使。
加拿大以各種方式協助日本返回國際社會。由於加拿大的倡議，日本獲接納為科倫坡計劃的會員國，並參與1954年在渥太華召開的會議，同年間兩國也簽署了關於商業的雙邊協議。加拿大支持日本加入關稅及貿易總協定（GATT），當日本加入GATT時，加拿大是少數給予其最惠國地位的國家之一。
日本以加拿大作為後盾，在1956年提名加入聯合國，並於同年成功加入。同樣地在1963年，加拿大也強烈支持日本加入經濟合作與發展組織（OPEC），日本並於次年成功加入OPEC。

### 關係的成熟
象徵著日加關係的正式恢復，其中最值得關注的事件是當時皇太子明仁親王在1953年拜訪加拿大。次年，加拿大總理路易·聖洛朗和日本首相吉田茂互相進行國是訪問。
自從1950年代起，日本與加拿大締結了一系列關於漁業、貿易、航空、郵政、原子能與文化的雙邊協定。日本首相與加拿大總理也互相進行了多次訪問。在1960年代後，日本首相岸信介、池田勇人、田中角栄、大平正芳、鈴木善幸、中曾根康弘、竹下登、海部俊樹、村山富市、橋本龍太郎、小淵惠三、森喜朗、小泉純一郎皆有拜訪加拿大。而加拿大總理約翰·迪芬貝克、皮埃爾·特魯多、查爾斯·約瑟夫·克拉克、馬丁·布賴恩·馬爾羅尼、金·坎貝爾、讓·克雷蒂安、保羅·馬丁皆有拜訪日本。
在此期間，加拿大總理馬爾羅尼在下議院對在第二次世界大戰期間針對日裔加拿大人的不公平待遇而道歉。作為對日裔加拿大人囚禁的回應，1988年總理馬爾羅尼和日裔加拿大人全國協會主席亞特·美紀（Art Miki）簽署了補救協議以解決過去遺留的歷史問題。

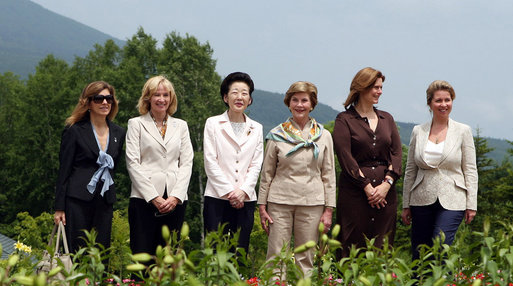
加拿大總理的配偶羅倫·哈珀（左二），2008年日本北海道的G8高峰會

在2008年，總理哈珀在東京皇宮受接待，標誌著加拿大和日本之間的正式外交關係80週年。在2009年7月，明仁天皇與皇后美智子對加拿大進行了國是訪問。

## 貿易
在2011年加拿大對日本出口總值達107億加幣，而日本對加拿大出口總值達130億加幣。加拿大主要對日本出口礦物燃料與石油，而日本主要對加拿大出口汽車零件、核能及電氣機械。

## 移民
日本在1800年代開始向加拿大移民，直至下個世紀的限制措施開始施行為止，越發盛行。溫哥華日本城曾是日裔加拿大人的生活重心，然而近年以來，日本社群已不再根基於該地。

## 延伸閱讀
- Beynon, Robert Arthur. "Decline And Growth: Canadian-Japanese Economic Relations" PhD. Dissertation University of British Columbia, 1990. online
- Francoeur, David. Fuelling a War Machine: Canadian Foreign Policy in the Sino-Japanese War, 1937-1945 (2011).
- Hook, Glenn D., et al. Japan's international relations: politics, economics and security (Routledge, 2011), comprehensive textbook
- Kenna, Nathan Noble. "The Redevelopment of Canada and Japan’s Economic Relationship, 1945-1951: Canadian Perspectives." (2010). online（页面存档备份，存于）
- McMillan, Charles J. Bridge Across the Pacific: Canada and Japan in the 1990's (Ottawa: Canada Japan Trade Council, 1988)
- Meehan, John D. The Dominion and the Rising Sun: Canada Encounters Japan, 1929-41 (UBC Press, 2005)
- Schultz, John.  and Kimitada Miwa(eds), "Canada and Japan in the Twentieth Century" (Toronto Oxford University Press Canada, 1991) review[永久]
- Webster, Keith Stuart. "Canada and the Far Eastern Commission" PhD  Dissertation. University of Victoria, 2007. on 1945-51
- Wilford, Timothy. Canada's Road to the Pacific War: Intelligence, Strategy, and the Far East Crisis (UBC Press, 2011)

## 外部連結
- The Journal of American-East Asian Relations  Vol. 20, No. 2/3, 2013 THEME ISSUE: "A Deeper Engagement: People, Institutions, and Cultural Connections in Canada-China Relations" 13 scholarly articles
- 加拿大外交部和國際貿易部關於與日的外交
- 加拿大駐日本大使館（页面存档备份，存于）
- 日本外務省關於與加拿大的關係（页面存档备份，存于）
- 日本駐加拿大大使館（页面存档备份，存于）
- 日本駐卡爾加里總領事館（页面存档备份，存于）
- 日本駐蒙特利爾總領事館（页面存档备份，存于）
- 日本駐多倫多總領事館（页面存档备份，存于）
- 日本駐溫哥華總領事館（页面存档备份，存于）
- 加拿大亞太基金會（页面存档备份，存于）